# Roger Laurent
Roger Laurent (n. 21 februarie 1913, Liège, Valonia, Belgia – d. 6 februarie 1997, Uccle, Comunitatea Francofonă din Belgia⁠(d), Belgia) a fost un pilot de Formula 1. De-a lungul carierei a luat startul în 2 curse, niciuna din pole-position. Nu a câștigat nicio cursă și nu a terminat niciodată pe podium, acumulând 0 puncte în întreaga activitate ca pilot de Formula 1.